# Bronquiolitis obliterante
La bronquiolitis obliterante (OB), también conocida como bronquiolitis constrictiva y pulmón de palomitas de maíz, es una enfermedad que provoca la obstrucción de las vías respiratorias más pequeñas de los pulmones, los bronquiolos,  debido a inflamación. Los síntomas incluyen tos seca, dificultad para respirar, sibilancias y sensación de cansancio. Estos síntomas por lo general empeoran en el transcurso de semanas o meses. No está relacionado con la neumonía organizada criptogénica, anteriormente conocida como bronquiolitis obliterante con neumonía organizada.
Las causas incluyen respirar gases tóxicos, infecciones respiratorias,  trastornos del tejido conectivo o complicaciones después de un trasplante de médula ósea o de corazón y pulmón. Es posible que los síntomas no se presenten hasta dos a ocho semanas después de la exposición tóxica o la infección. El mecanismo subyacente involucra inflamación que da como resultado la formación de tejido cicatricial. El diagnóstico se realiza mediante tomografía computarizada, pruebas de función pulmonar o biopsia pulmonar. Las radiografías de tórax suelen ser normales.
Si bien no es reversible, un tratamiento adecuado puede retrasar el avance de la enfermedad. El tratamiento puede incorporar el uso de corticosteroides o inmunosupresores. En algunos casos se puede ofrecer un trasplante de pulmón. Los resultados suelen ser pobres, y la mayoría de las personas mueren en el transcurso de meses o años.
La bronquiolitis obliterante es rara en la población general. Sin embargo, afecta aproximadamente al 75 % de los trasplantados de pulmón luego de diez años y hasta al 10 % de las personas que han recibido un trasplante de médula ósea de otra persona. La afección fue descrita con detalle por primera vez en 1981. Las primeras descripciones son del año 1956, mientras que el término "bronquiolitis obliterante" fue utilizado por primera vez por Reynaud en 1835.